# Ontario (Oregon)
Pour les articles homonymes, voir Ontario (homonymie).
Ontario est la plus grande ville du comté de Malheur en Oregon, aux États-Unis. Elle se situe le long de la rivière Snake, à la frontière de l'Idaho. Selon le recensement des États-Unis de 2020, la population était de 11 645 habitants.
La ville est la plus grande communauté de la région l'extrême est de l'Oregon, également connue sous le nom de Western Treasure Valley.

## Histoire
Ontario a été fondée le 11 juin 1883 par les promoteurs William Morfitt, Mary Richardson, Daniel Smith et James Virtue. En mars 1884, Richard Welch a ouvert un bureau de poste pour le quartier d'Ontario, ainsi nommé par James Virtue en l'honneur de la ville d'Ontario au Canada. Deux mois plus tard, Joseph Morton a demandé l'ouverture d'un bureau de poste sur une île située à environ un mille au sud de la ville, avec Oscar Scott comme maître de poste. Malheureusement pour Morton et Scott, les marchands Morfitt et Richardson de Malheur City, le chercheur d'or Virtue et le bûcheron Smith de Baker City ont acquis plus de terres et ont été mieux financés. Plus important encore, Morfitt avait négocié un dépôt ferroviaire pour Ontario. Tous les colons et spéculateurs savaient que le chemin de fer allait arriver et à quel point cela serait important pour l'avenir de l'Ontario, alors Scott a fermé son bureau de poste de Morton et a construit un hôtel sur le site actuel d'Ontario. En décembre, Scott était le maître de poste d'Ontario.
La ville a continué de croître avec l'arrivée du chemin de fer Oregon Short Line Railroad à la fin de 1884, et des services de transport de marchandises et de passagers ont été ajoutés aux offres de la ville. Peu de temps après, le bétail a commencé à arriver des ranchs de bétail de l'est de l'Oregon au parc à bestiaux d'Ontario pour être transbordé vers les marchés du nord-ouest du Pacifique. Ontario est devenu l'un des plus grands parcs à bestiaux de l'Ouest. De plus, la construction du Nevada Ditch et d'autres canaux a aidé l'industrie agricole en plein essor, ajoutant ces produits aux exportations de l'Ontario.
Ontario a été constituée par l'Assemblée législative de l'Oregon le 11 février 1899.
Ontario était une ville au moment de la Seconde Guerre mondiale. Le maire Elmo Smith autorisa les Américains d'origine japonaise à s'installer à une époque où une grande partie de la côte ouest soutenait leur exclusion. Smith a déclaré à l'Associated Press : « Si les Japonais, tant étrangers que nationaux, constituent une menace pour la sécurité de la côte du Pacifique à moins qu'ils ne soient déplacés vers l'intérieur des terres, il semble tout à fait lâche de prendre une autre position que de lancer l'appel : "Envoyez-les ; nous coopérerons dans toute la mesure du possible pour prendre soin d'eux". » La population de la ville et du comté environnant, qui était d'environ 134 habitants avant la guerre, est passée à 1 000 lorsque le comté a recruté des ouvriers agricoles pendant la guerre.

## Géographie
Ontario est située à une altitude de 2 150 pieds (660 m) au-dessus du niveau de la mer.
Selon le Bureau du recensement des États-Unis, la ville a une superficie totale de 5,17 miles carrés (13,39 km2), entièrement terrestre.

## Flore

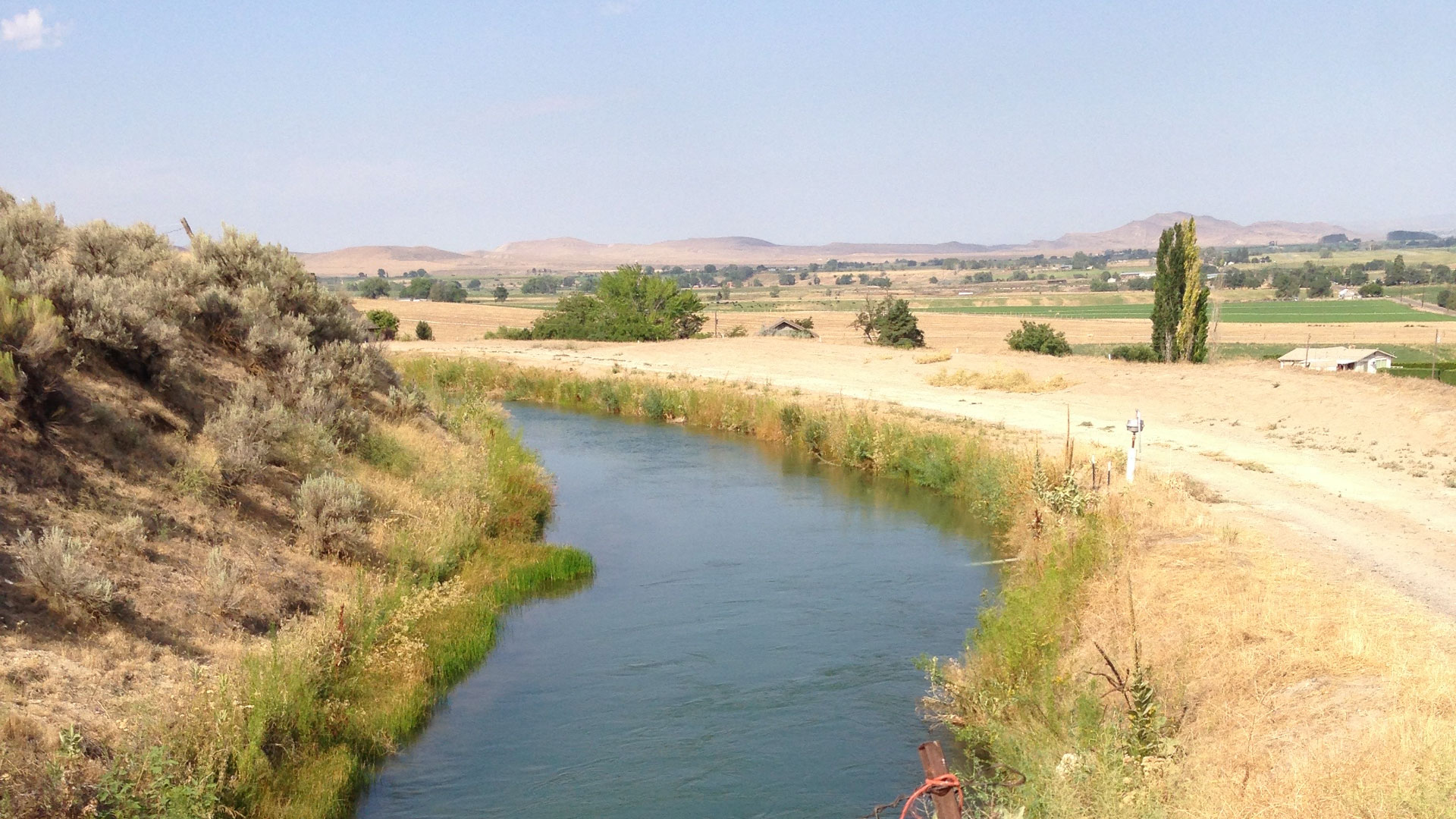
Flore typique d’une zone agricole de la ville

Naturellement, la végétation de cette région est composée seulement de graminées et de quelques fleurs sauvages. En effet, le manque d’eau en été empêche la pousse d’arbres et d’autres plantes. Cependant, avec l’arrivée de l’urbanisation, les sols sont travaillés, fertilisés puis arrosés, ce qui permet à certaines plantes de prospérer. En bordure et dans des champs abandonnés, l'orme et d’autres petits buissons sont désormais naturellement présents un peu partout. Toutefois, une panoplie de plantes sont cultivées dans les jardins et les parcs en zone urbanisée.

## Faune
En raison du climat aride, le faune est peu présente naturellement dans la région. On peut par contre recenser plusieurs espèces de serpents, scorpions et autres bêtes. En ville, des animaux non indigènes comme les oiseaux ou les écureuils sont aujourd’hui très présents.

## Climat

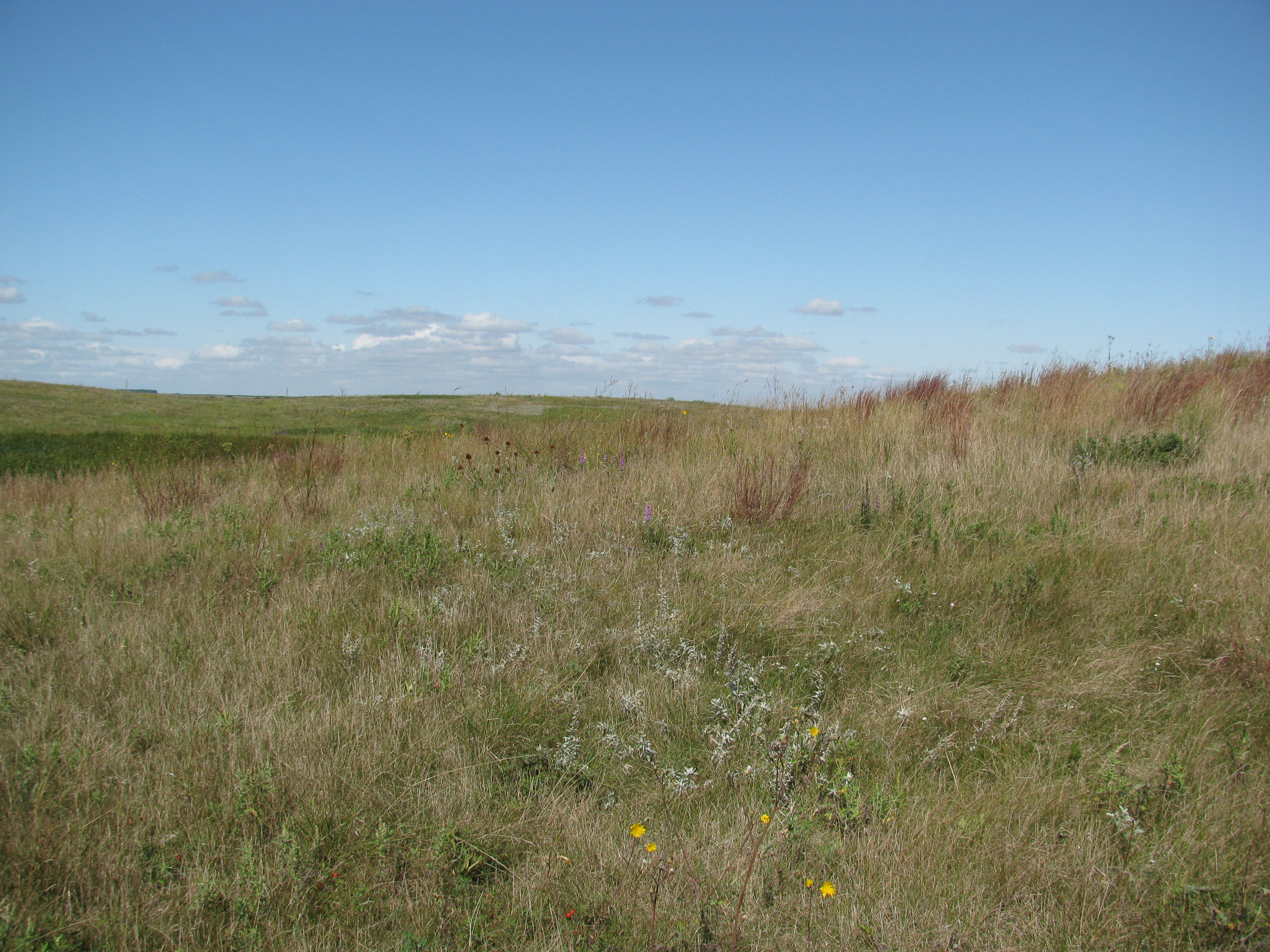
La ville d’Ontario se trouve dans un biome où les prairies dominent naturellement

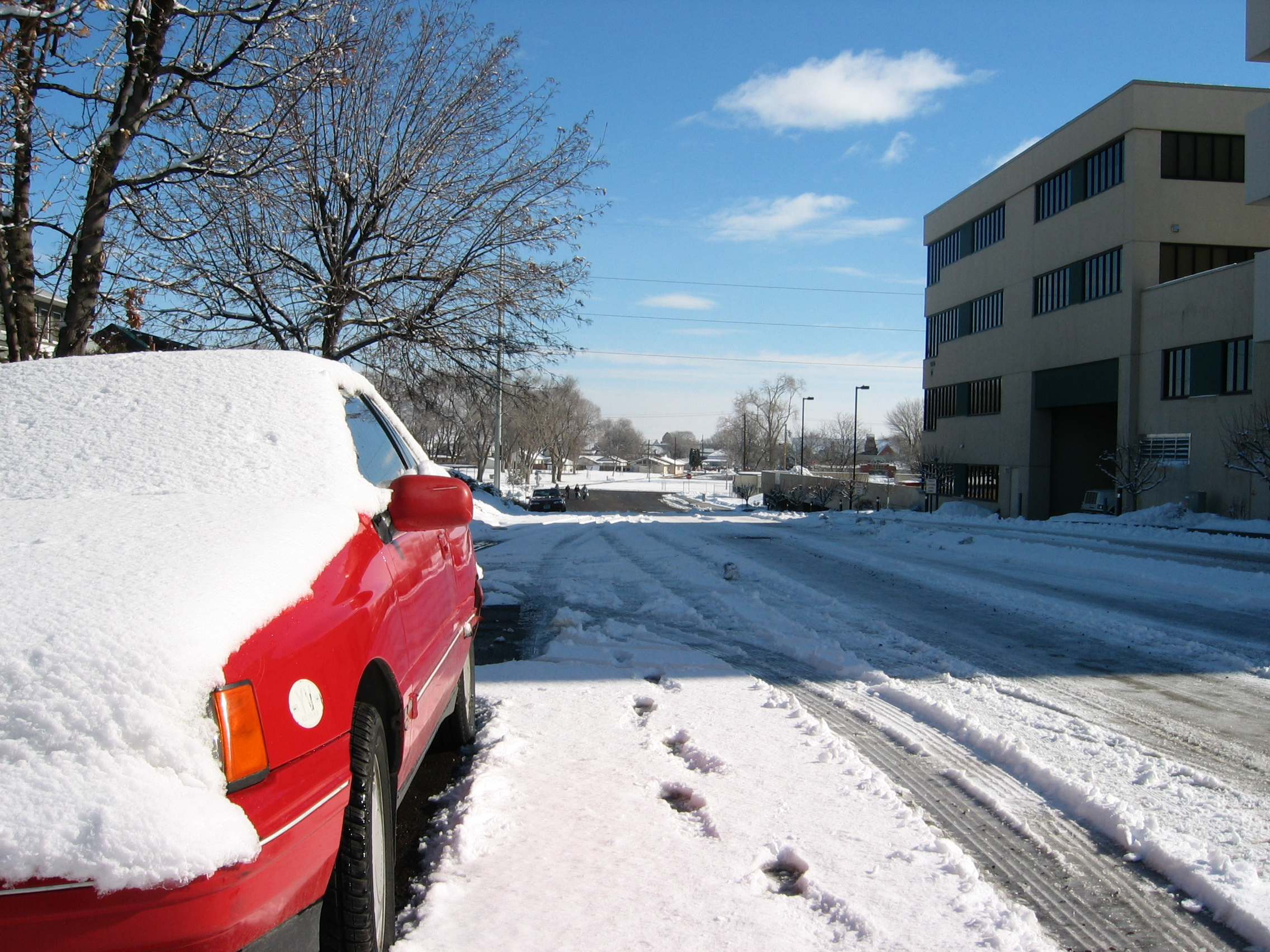
Une journée d'hiver à Ontario

Ontario a un climat continental désertique froid et sec, abrégé « BSk » sur les cartes climatiques. Comme c'est souvent le cas dans les hauts déserts de l'Oregon, les hivers sont froids et neigeux, tandis que les étés sont chauds, secs et ensoleillés. La température record de 45,0 °C (113 °F) a été observée le 4 août 1961 et le 12 juillet 1967, tandis que le record de −31,7 °C (−25 °F) a été observé le 27 janvier 1957 et le 22 janvier 1962. En moyenne, Ontario connaît 60,8 jours avec des températures élevées d'au moins 90 °F (32,2 °C), 10,5 jours avec des températures élevées d'au moins 100 °F (37,8 °C), 128,4 jours avec des températures basses de 32 °F (0,0 °C) ou moins et 2,1 jours avec des températures basses de 0 °F (−17,8 °C) ou moins.
| Données climatiques de l'aéroport municipal d'Ontario, Ontario, Oregon (moyennes de 1981-2010, extrêmes de 1945-présent) | Données climatiques de l'aéroport municipal d'Ontario, Ontario, Oregon (moyennes de 1981-2010, extrêmes de 1945-présent) | Données climatiques de l'aéroport municipal d'Ontario, Ontario, Oregon (moyennes de 1981-2010, extrêmes de 1945-présent) | Données climatiques de l'aéroport municipal d'Ontario, Ontario, Oregon (moyennes de 1981-2010, extrêmes de 1945-présent) | Données climatiques de l'aéroport municipal d'Ontario, Ontario, Oregon (moyennes de 1981-2010, extrêmes de 1945-présent) | Données climatiques de l'aéroport municipal d'Ontario, Ontario, Oregon (moyennes de 1981-2010, extrêmes de 1945-présent) | Données climatiques de l'aéroport municipal d'Ontario, Ontario, Oregon (moyennes de 1981-2010, extrêmes de 1945-présent) | Données climatiques de l'aéroport municipal d'Ontario, Ontario, Oregon (moyennes de 1981-2010, extrêmes de 1945-présent) | Données climatiques de l'aéroport municipal d'Ontario, Ontario, Oregon (moyennes de 1981-2010, extrêmes de 1945-présent) | Données climatiques de l'aéroport municipal d'Ontario, Ontario, Oregon (moyennes de 1981-2010, extrêmes de 1945-présent) | Données climatiques de l'aéroport municipal d'Ontario, Ontario, Oregon (moyennes de 1981-2010, extrêmes de 1945-présent) | Données climatiques de l'aéroport municipal d'Ontario, Ontario, Oregon (moyennes de 1981-2010, extrêmes de 1945-présent) | Données climatiques de l'aéroport municipal d'Ontario, Ontario, Oregon (moyennes de 1981-2010, extrêmes de 1945-présent) | Données climatiques de l'aéroport municipal d'Ontario, Ontario, Oregon (moyennes de 1981-2010, extrêmes de 1945-présent) |
| Mois | Jan. | Fév. | Mars | Avr. | Mai | Juin | Juil. | Août | Sept. | Oct. | Nov. | Déc. | Année |
| --- | --- | --- | --- | --- | --- | --- | --- | --- | --- | --- | --- | --- | --- |
| Record de chaleur °F (°C)                                                                                                | 64 (18) | 67 (19) | 85 (29) | 94 (34) | 103 (39) | 109 (43) | 113 (45) | 113 (45) | 104 (40) | 93 (34) | 74 (23) | 66 (19) | 113 (45) |
| Température maximale moyenne °F (°C)                                                                                     | 35.4 (1.9) | 43.4 (6.3) | 56.4 (13.6) | 64.8 (18.2) | 74.5 (23.6) | 83.6 (28.7) | 93.7 (34.3) | 91.9 (33.3) | 81.2 (27.3) | 66.2 (19.0) | 48.0 (8.9) | 36.0 (2.2) | 64.7 (18.2) |
| Température minimale moyenne °F (°C)                                                                                     | 19.6 (−6.9) | 23.2 (−4.9) | 30.4 (−0.9) | 35.9 (2.2) | 44.3 (6.8) | 52.2 (11.2) | 58.4 (14.7) | 54.8 (12.7) | 44.8 (7.1) | 34.3 (1.3) | 26.3 (−3.2) | 19.6 (−6.9) | 37.1 (2.8) |
| Record de froid °F (°C)                                                                                                  | −25 (−32) | −24 (−31) | 9 (−13) | 17 (−8) | 25 (−4) | 31 (−1) | 34 (1) | 33 (1) | 24 (−4) | 9 (−13) | −6 (−21) | −23 (−31) | −25 (−32) |
| Précipitations pouces (mm)                                                                                               | 1.18 (30) | 0.80 (20) | 1.01 (26) | 0.80 (20) | 1.28 (33) | 0.69 (18) | 0.30 (7.6) | 0.18 (4.6) | 0.41 (10) | 0.63 (16) | 1.10 (28) | 1.68 (43) | 10.06 (256) |
| Chutes de neige pouces (cm)                                                                                              | 3.4 (8.6) | 1.2 (3.0) | 0.3 (0.76) | 0 (0) | 0 (0) | 0 (0) | 0 (0) | 0 (0) | 0 (0) | 0 (0) | 0.3 (0.76) | 5.0 (13) | 10.2 (26) |
| Journées pluvieuses (≥ 0.01 po.)                                                                                         | 7.9 | 6.3 | 8.3 | 6.7 | 6.8 | 4.6 | 2.1 | 1.9 | 2.9 | 4.5 | 8.8 | 9.5 | 70.3 |
| Journées neigeuses (≥ 0.1 po.)                                                                                           | 1.8 | 1.5 | 0.2 | 0 | 0 | 0 | 0 | 0 | 0 | 0 | 0.8 | 2.4 | 6.7 |
| Source: NOAA | | | | | | | | | | | | | |

## Fuseau horaire
Le comté de Malheur, comparativement au reste de l’Oregon, se situe dans le fuseau horaire des montagnes UTC -7 en hiver et UTC -6 en été (aussi communément appelé fuseau des Rocheuses). Ce comté étant isolé du reste de l’Oregon a choisi d’adapter le fuseau de l’Idaho, pour économiquement faciliter les échanges et le voyage entre les deux états.

## Économie
La Heinz Frozen Food Company (anciennement Ore-Ida), une filiale de la H. J. Heinz Company, transforme des pommes de terre cultivées localement et produit chaque année plus de 600 000 000 livres (270 000 000 kg) de 75 produits à base de pommes de terre différents, tout en employant environ 1 000 personnes. Les premières croquettes de pommes de terre ont été créées et fabriquées ici en 1953 (la distribution commerciale a commencé en 1956).
Le St. Alphonsus Medical Center est un hôpital de soins actifs de 49 lits, au service d'Ontario et des communautés environnantes de l'est de l'Oregon et du sud-ouest de l'Idaho ; il fait partie du système hospitalier du Saint Alphonsus Regional Medical Center à Boise, dans l'Idaho.
À environ 8 km au nord-ouest du centre d'Ontario se trouve l'établissement correctionnel de Snake River, un établissement de sécurité moyenne de 3 000 lits. Ouverte en 1991 et agrandie en 1998, la prison compte environ 900 employés.

### Légalisation du cannabis
Depuis 2019, les dispensaires de cannabis constituent une part importante de l'économie d'Ontario et un exemple notable de l'effet frontière.
En novembre 2018, les électeurs ont annulé l'interdiction des dispensaires de marijuana récréative dans la ville, plusieurs années après que l'Oregon a légalisé la consommation de marijuana récréative. Comme Ontario borde l'Idaho (où la marijuana reste illégale à toutes fins), les médias locaux ont rapporté qu'en novembre 2019, les dispensaires de la ville généraient un montant important de revenus grâce aux résidents de l'Idaho qui traversaient la frontière de l'État en voiture. Les ventes totales de cannabis des dispensaires d'Ontario ont dépassé les 100 millions de dollars en décembre 2020. Les revenus supplémentaires provenant des ventes de cannabis ont inversé une tendance de plusieurs années à la réduction du budget annuel de la ville, mais ils ont contribué à faire avancer le débat sur la création du Grand Idaho, car de nombreux habitants de cette partie de l'État n'ont pas voté pour la légalisation de la marijuana récréative ou pour la dépénalisation des drogues plus dures, tout comme les parties les plus libérales de l'État, ainsi que ceux de l'Idaho qui estiment que les achats de marijuana à la frontière ont augmenté la toxicomanie et ont nui à leur mode de vie là-bas.

## Démographie
| Groupe            | Ontario | Oregon | États-Unis |
| ----------------- | ------- | ------ | ---------- |
| Blancs            | 69,5    | 83,7   | 72,4       |
| Autres            | 23,4    | 7,4    | 19,0       |
| Métis             | 3,5     | 3,8    | 2,9        |
| Asiatiques        | 2,2     | 3,7    | 4,8        |
| Amérindiens       | 1,4     | 1,4    | 0,9        |
| Total             | 100     | 100    | 100        |
|                   |         |        |            |
| Latino-Américains | 41,3    | 11,8   | 16,7       |

### Recensement de 2020
Selon le recensement américain de 2020, 11 645 personnes, 4 315 ménages et 2 491 familles résidaient dans la ville.

### Recensement de 2010
Selon le recensement de 2010, la ville comptait 11 366 habitants, 4 275 ménages et 2 678 familles. La densité de population était de 2 198,5 habitants par mile carré (848,8/km2). Il y avait 4 620 logements à une densité moyenne de 893,6 par mile carré (345,0/km2). La composition raciale de la ville était de 69,5 % de Blancs, 0,7 % d'Afro-Américains, 1,3 % d'Amérindiens, 2,2 % d'Asiatiques, 0,1 % d'Insulaires du Pacifique, 22,6 % d'autres races et 3,5 % de deux races ou plus. Les Hispaniques ou les Latinos de toute race représentaient 41,3 % de la population.
Il y avait 4 275 ménages, dont 35,4 % avaient des enfants de moins de 18 ans vivant avec eux, 41,3 % étaient des couples mariés vivant ensemble, 16,0 % avaient une femme au foyer sans mari présent, 5,3 % avaient un homme au foyer sans épouse présente et 37,4 % n'étaient pas des familles. 30,9 % de tous les ménages étaient composés d'individus et 15,3 % avaient une personne vivant seule âgée de 65 ans ou plus. La taille moyenne des ménages était de 2,60 et la taille moyenne des familles était de 3,28.
L'âge médian de la population de la ville était de 32,1 ans. 28,9 % des habitants avaient moins de 18 ans ; 12,3 % avaient entre 18 et 24 ans ; 23 % avaient entre 25 et 44 ans ; 21 % avaient entre 45 et 64 ans ; et 14,9 % avaient 65 ans ou plus. La répartition par sexe de la population de la ville était de 47,3 % d'hommes et de 52,7 % de femmes.

### Recensement de 2000
Selon le recensement de 2000, la ville comptait 10 985 habitants, 4 084 ménages et 2 634 familles. La densité de population était de 2 459,3 habitants par mile carré (948,8/km2). Il y avait 4 436 logements avec une densité moyenne de 993,1 habitants par mile carré (383,2/km2). La composition raciale de la ville était la suivante : 69,27 % de Blancs, 0,55 % d'Afro-Américains, 2,69 % d'Asiatiques, 0,88 % d'Amérindiens, 0,15 % d'Insulaires du Pacifique, 23,09 % d'autres races et 3,39 % de deux races ou plus. Les Hispaniques ou les Latinos de toute race représentaient 32,05 % de la population.
Il y avait 4 084 ménages, dont 35,6 % avaient des enfants de moins de 18 ans vivant avec eux, 47,4 % étaient des couples mariés vivant ensemble, 13,1 % avaient une femme au foyer sans mari présent et 35,5 % n'étaient pas des familles. 30,4 % de tous les ménages étaient composés d'individus et 15,4 % avaient une personne vivant seule âgée de 65 ans ou plus. La taille moyenne des ménages était de 2,63 et la taille moyenne des familles de 3,30.
Dans la ville, la population était dispersée, avec 30,5 % de moins de 18 ans, 11,5 % de 18 à 24 ans, 24,0 % de 25 à 44 ans, 18,6 % de 45 à 64 ans et 15,4 % de 65 ans ou plus. L'âge médian était de 31 ans. Pour 100 femmes, on comptait 89,7 hommes. Pour 100 femmes de 18 ans et plus, on comptait 85,2 hommes.

Le revenu médian des ménages de la ville était de 29 173 $ et celui des familles de 35 625 $. Le revenu médian des hommes était de 29 775 $ contre 21 967 $ pour les femmes. Le revenu par habitant de la ville était de 14 683 $. Environ 16,4 % des familles et 20,8 % de la population vivaient sous le seuil de pauvreté, dont 29,0 % des moins de 18 ans et 14,3 % des 65 ans et plus.

## Jumelage
Ontario est jumelé avec une ville, reconnue par Sister Cities International.
- Ōsakasayama, Osaka, Japon

## Transport

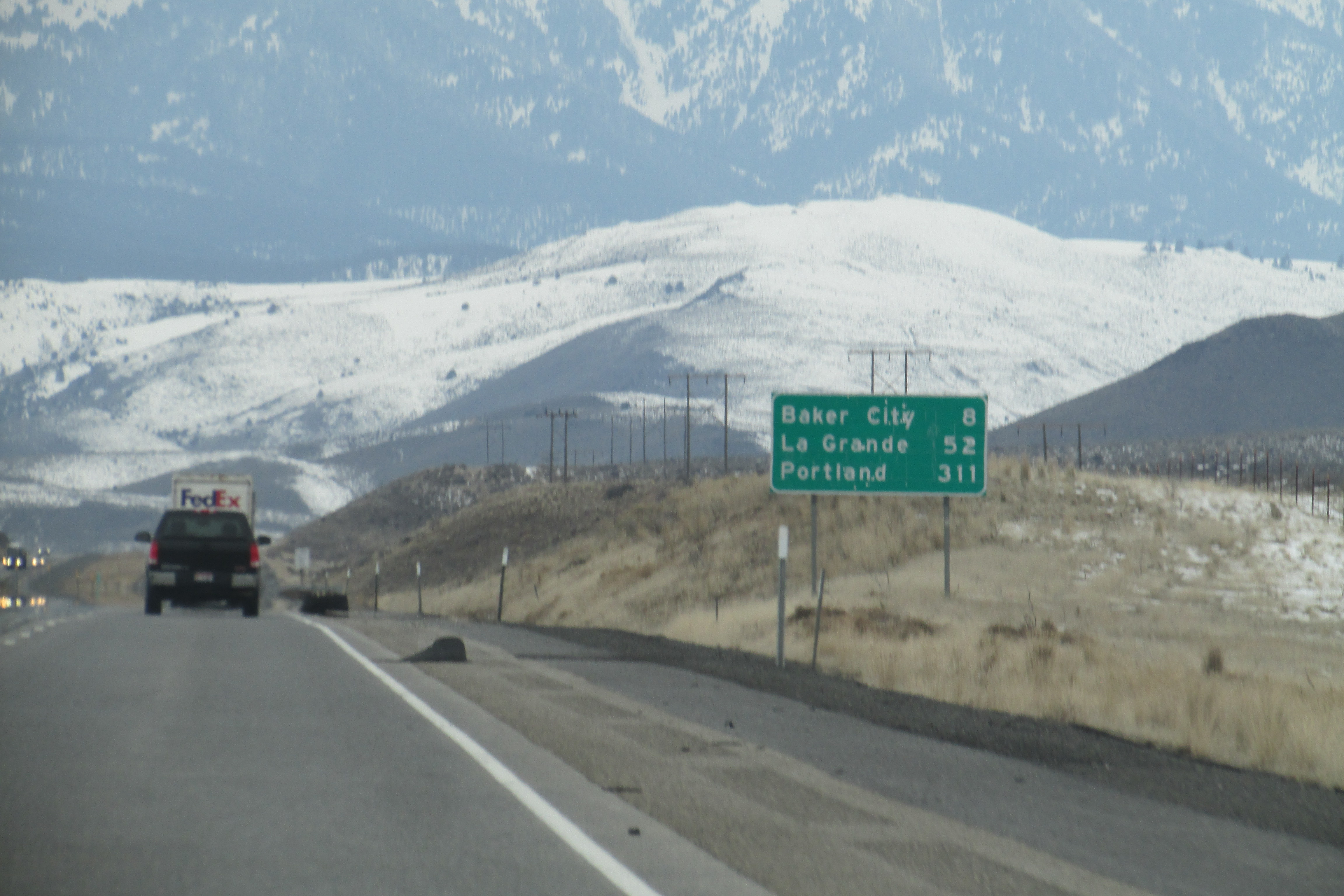
L’interstate 84 près d’Ontario, Oregon.

L’I-84, principal axe routier de la ville.

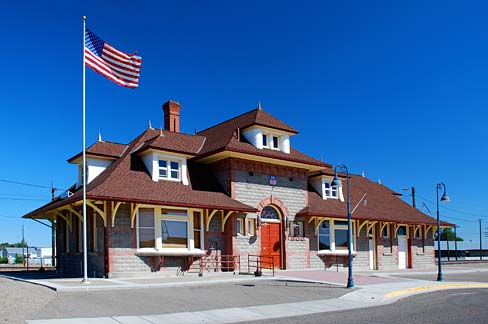
Le gare ferroviaire d'Ontario

### Bus
- Snake River Transit propose des transports en commun entre des points d'Ontario et les villes voisines de Fruitland et Payette[17].
- Ontario est un arrêt sur la ligne de bus interurbain Eastern POINT entre Bend et Ontario. Il fait un arrêt par jour dans chaque direction[18].

- Greyhound Lines propose un service est et ouest sur l'I-84 depuis Ontario[19].

### Aérien
- Aéroport municipal d'Ontario

### Autoroute
- Interstate 84 - Portland - Boise - Ogden

## Éducation

### Enseignement supérieur
- Treasure Valley Community College

### Éducation de la maternelle à la terminale
Ontario est desservie par les écoles publiques du district scolaire d'Ontario (8C). Les écoles comprennent :
- Ontario High School 9-12
- Ontario Middle School 7-8
- Aiken Elementary K-5
- Alameda Elementary K-6
- Cairo Elementary K-5
- May Roberts Elementary K-6
- Pioneer Elementary K-5

Il existe également une école à charte :
- Four Rivers Community School (4RCC[22]) - K-12 - Elle a commencé ses activités en 2003[23].

L'école Annex a une adresse postale en Ontario mais se trouve loin d'Ontario, dans la communauté d'Annex.

### Écoles privées
- Treasure Valley Christian School Pre K-12
- St. Peter's Catholic School (Diocèse catholique romain de Baker) K-8[25]

La bibliothèque communautaire d'Ontario du district des bibliothèques d'Ontario se trouve à Ontario.

## Personnalités notables
- Cliff Bentz, membre du Congrès (2e district) et ancien sénateur d'État (district 30)
- Jorge Cervantes, horticulteur, écrivain et expert en cannabis médical
- Madeline DeFrees, poète
- Tom Edens, lanceur de la MLB
- A. J. Feeley, quart-arrière de la NFL
- Erik Fisher, coureur de ski alpin de la Coupe du monde
- Sally Flynn, également connue sous le nom de Sally Hart, chanteuse dans The Lawrence Welk Show
- Charles C. Gossett, gouverneur de l'Idaho et sénateur américain
- Joel Hardin, agent de la police des frontières et pisteur d'hommes
- Denny Jones, représentant de l'État de l'Oregon et éleveur
- Randall B. Kester, juge de l'Oregon
- Phyllis McGinley, auteure pour enfants
- Elmo Smith, rédacteur en chef du journal, maire de l'Ontario et gouverneur de l'Oregon
- Leland Evan Thomas, pilote de la Seconde Guerre mondiale tué au combat à Guadalcanal
- Dave Wilcox, secondeur de la NFL